# Michel Berger au Théâtre des Champs-Élysées
Albums de Michel Berger
Beauséjour
(1980) Beaurivage
(1981)
Michel Berger au Théâtre des Champs-Élysées est un album live de Michel Berger, paru en 1980. Le disque fut enregistré lorsque le chanteur s'est produit pour la première fois sur scène au Théâtre des Champs-Élysées à Paris, du 30 juin au 5 juillet 1980.

## Listes des chansons
| 1. | La groupie du pianiste                       |  |
| 2. | Y a vraiment que l'amour qui vaille la peine |  |
| 3. | C'est pour quelqu'un                         |  |
| 4. | A moitié, à demi, pas du tout                |  |
| 5. | J'aime                                       |  |
| 6. | Mon fils rira du Rock'n Roll                 |  |
| 7. | La déclaration d'amour                       |  |
| 8. | Message personnel                            |  |
| 9. | Les uns contre les autres                    |  |

| 1. | Mon piano danse                     |  |
| 2. | La génération du sergent Poivre     |  |
| 3. | Celui qui chante                    |  |
| 4. | Quelques mots d'amour               |  |
| 5. | La bonne musique                    |  |
| 6. | Chanson pour une fan                |  |
| 7. | Celui qui chante (rappel)           |  |
| 8. | Les moments où j'aime tout le monde |  |

## Crédits
- Paroles et musique : Michel Berger, sauf Message Personnel : Françoise Hardy - Michel Berger / Michel Berger et Les uns contre les autres  : Luc Plamondon / Michel Berger
- Chant et piano : Michel Berger
- Avec la participation des Concerts Colonne dirigés par Michel Bernholc
- Orchestre, batterie : François Auger
- Basse : Jannick Top
- Synthétiseur : Michel Cœuriot
- Claviers : Jean-Claude Guillot
- Guitare : Jacky Tricoire
- Saxophone : Patrick Bourgoin
- Percussions : Jean-Paul Batailley
- Chœurs : Georges Costa, Michel Costa, Marcel Engel et Bernard Llous
- Quatuor à cordes : Michel Ripoche, Pierre Louis, Vincent Cozzolli et Jean-Philippe Audin
- Prise de son : Roger Roche et Jean-Pierre Janiaud (Studio Gang)
- Mixage : Jean-Pierre Janiaud
- Pochette originale – Photographie : Alain Lonchamp
- Remerciements à Claude Wild et CMP sans qui ce spectacle n’aurait pas existé